# Décès en juin 1989
Décès
- 1985
- 1986
- 1987
- 1988
- 1989
- 1990
- 1991
- 1992
- 1993

Pour une information complémentaire, voir la page d'aide.

| Date    | Nom                   | Activités                                                             | Âge | Source |
| ------- | --------------------- | --------------------------------------------------------------------- | --- | ------ |
| 2 juin  | Takeo Watanabe        | musicien et compositeur japonais                                      | 56  |        |
| 3 juin  | Ayatollah Khomeini    | homme politique religieux iranien                                     | 86  |        |
| 5 juin  | Baby Huwae            | Actrice indonésienne                                                  | 49  |        |
| 7 juin  | Nara Leão             | chanteuse brésilienne de bossa nova                                   | 47  |        |
| 8 juin  | Robert Micheau-Vernez | peintre, illustrateur, affichiste, céramiste et vitrailliste français | 81  |        |
| 8 juin  | Macario Vitalis       | peintre philippin                                                     | 91  |        |
| 9 juin  | Rachid Behboudov      | Chanteur et acteur russe puis soviétique                              | 73  | (en)   |
| 9 juin  | Norman Brearley       | Pilote australien                                                     | 98  | (en)   |
| 9 juin  | José López Rega       | homme politique argentin                                              | 72  |        |
| 9 juin  | Vladimir Kazatonov    | commandant militaire et personnalité politique russe puis soviétique  | 78  |        |
| 10 juin | Carlo Girometta       | footballeur italien                                                   | 75  |        |
| 10 juin | Albert Spaggiari      | auteur du casse du siècle                                             | 56  |        |
| 14 juin | Joseph-Albert Malula  | cardinal congolais, archevêque de Kinshasa                            | 72  |        |
| 16 juin | Étienne Bouchaud      | peintre et graveur français                                           | 91  |        |
| 16 juin | John Westbrook        | acteur britannique                                                    | 66  |        |
| 17 juin | S. David Griggs       | astronaute américain                                                  | 49  |        |
| 18 juin | Jean Amblard          | peintre français                                                      | 77  |        |
| 22 juin | Henri Sauguet         | compositeur français                                                  | 88  |        |
| 23 juin | Timothy Manning       | cardinal américain, archevêque de Los Angeles                         | 79  |        |
| 27 juin | Jack Buetel           | acteur américain                                                      | 73  |        |
| 27 juin | Maurice Leleux        | coureur cycliste français                                             | 78  |        |
| 29 juin | Michel Aflaq          | homme politique et idéologue syrien                                   | 79  |        |